# Siemens Desiro
Il Siemens Desiro è una famiglia di rotabili per il trasporto locale costruita dalla Siemens.
I Desiro sono treni modulari costruiti in versione elettrica o diesel, e con possibilità di comando multiplo. Vengono prodotti negli stabilimenti di Krefeld-Uerdingen, e provati sul circuito di Wegberg-Wildenrath.
I primi esemplari di Desiro furono gli autotreni serie 642 della Deutsche Bahn, costruiti nel 1999. Successivamente sono state realizzate molte varianti per diverse società ferroviarie europee, e anche per la California.

## Desiro Classic
Il Desiro Classic è la versione originaria del complesso, prodotta a partire dal 1998 sia in versione elettrica, sia diesel.
| Gruppo             | Immagine | Società                                   | Anno | Quantità                                  | Casse | Trazione  |
| ------------------ | -------- | ----------------------------------------- | ---- | ----------------------------------------- | ----- | --------- |
| 642                |          | Deutsche Bahn e altre società private     | 1999 | 305                                       | 2     | diesel    |
| 96                 |          | Căile Ferate Române                       | 2000 | 144                                       | 2     | diesel    |
| MQ                 |          | Danske Statsbaner e altre società private | 2002 | 28                                        | 2     | diesel    |
| Siemens Trainguard |          | Dispolok                                  | 2003 | 1                                         | 2     | diesel    |
| 5022               |          | ÖBB                                       | 2003 | 60                                        | 2     | diesel    |
| 6342               |          | Magyar Államvasutak                       | 2003 | 31                                        | 2     | diesel    |
| 660                |          | Organismos Sidirodromon Ellados           | 2003 | 8                                         | 2     | diesel    |
| 10                 |          | Bălgarski dăržavni železnici              | 2005 | 25                                        | 2     | diesel    |
| Sprinter           |          | North County Transit District             | 2008 | 12                                        | 2     | diesel    |
| EMG 312            |          | Slovenske železnice                       | 2000 | 10 a 2 casse (312-0) 20 a 3 casse (312-1) | 2 / 3 | elettrica |
| 460                |          | Organismos Sidirodromon Ellados           | 2006 | 20                                        | 5     | elettrica |
| 30                 |          | Bălgarski dăržavni železnici              | 2008 | 15 a 3 casse 10 a 4 casse                 | 3 / 4 | elettrica |

## Desiro UK
Questa variante fu sviluppata per il servizio sulle linee del Regno Unito.
| Gruppo | Immagine | Società                           | Anno | Quantità | Casse | Trazione  |
| ------ | -------- | --------------------------------- | ---- | -------- | ----- | --------- |
| 185    |          | FirstGroup - TransPennine Express | 2005 | 51       | 3     | diesel    |
| 350    |          | Central Trains, London Midland    | 2005 | 67       | 4     | elettrica |
| 360/1  |          | National Express Group            | 2003 | 21       | 4     | elettrica |
| 360/2  |          | Heathrow Connect                  | 2005 | 5        | 5     | elettrica |
| 380    |          | First ScotRail                    | 2010 | 38       | 3 / 4 | elettrica |
| 444    |          | South West Trains                 | 2004 | 45       | 5     | elettrica |
| 450    |          | South West Trains                 | 2004 | 127      | 4     | elettrica |

## Desiro Thailandia
Dalla serie 360/2 furono sviluppate due ulteriori versioni per la Ferrovia di Stato della Thailandia (SRT).
| Gruppo    | Immagine | Società                   | Anno | Quantità | Casse | Trazione  |
| --------- | -------- | ------------------------- | ---- | -------- | ----- | --------- |
| City Line |          | State Railway of Thailand | 2008 | 5        | 3     | elettrica |
| Express   |          | State Railway of Thailand | 2008 | 4        | 4     | elettrica |

## Desiro ML
Il Desiro MainLine (ML) è la variante più recente, per treni a media percorrenza.
| Gruppo              | Immagine | Società                      | Anno          | Quantità | Casse | Alimentazione                                      |
| ------------------- | -------- | ---------------------------- | ------------- | -------- | ----- | -------------------------------------------------- |
| 460                 |          | Trans regio                  | 2008          | 17       | 3     | elettrica 15 kV, 16,7 Hz~                          |
| AM 08               |          | SNCB                         | 2009-in corso | 305      | 3     | elettrica 3 kV=                                    |
| ES 1/ES 2G Lastočka |          | Rossijskie železnye dorogi   | 2011-in corso | 294      | 5     | elettrica 3 kV=/25 kV, 50 Hz~ (ES 1) 3 kV= (ES 2G) |
| 4744/4746 Cityjet   |          | Österreichische Bundesbahnen | 2015-in corso | 101      | 3     | elettrica 15 kV, 16,7 Hz~ 25 kV, 50 Hz~            |
| 4744                |          | GySEV                        | 2016          | 5        | 3     | elettrica 15 kV, 16,7 Hz~ 25 kV, 50 Hz~            |

## Desiro Double Deck
Il primo modello della variante a due piani Desiro Double Deck fu il prototipo serie 445 della Deutsche Bahn, che tuttavia non venne mai immesso in servizio regolare né costruito in serie. Negli anni 2006-2008 venne invece costruita la serie RABe 514 delle Ferrovie Federali Svizzere, utilizzata sulla rete celere di Zurigo.
| Gruppo   | Immagine | Società                    | Anno | Quantità | Casse | Trazione  |
| -------- | -------- | -------------------------- | ---- | -------- | ----- | --------- |
| 445      |          | Deutsche Bahn              | 1998 | 1        | 3     | elettrica |
| RABe 514 |          | Ferrovie Federali Svizzere | 2006 | 61       | 4     | elettrica |

## Desiro City
La versione Desiro City verrà costruita nei prossimi anni per la società inglese Thameslink.